# Bezeichnung der SARS-CoV-2-Varianten

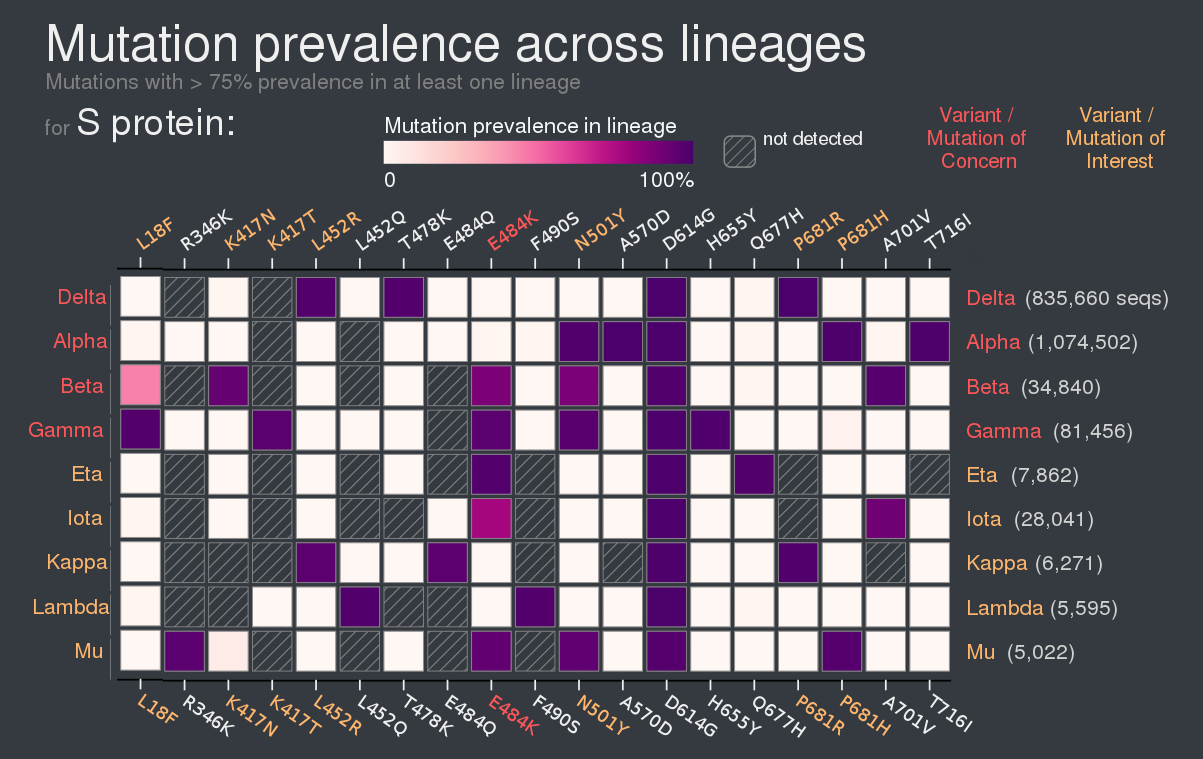
WHO-Varianten mit Spike-Mutationen (Version mit Omikron)

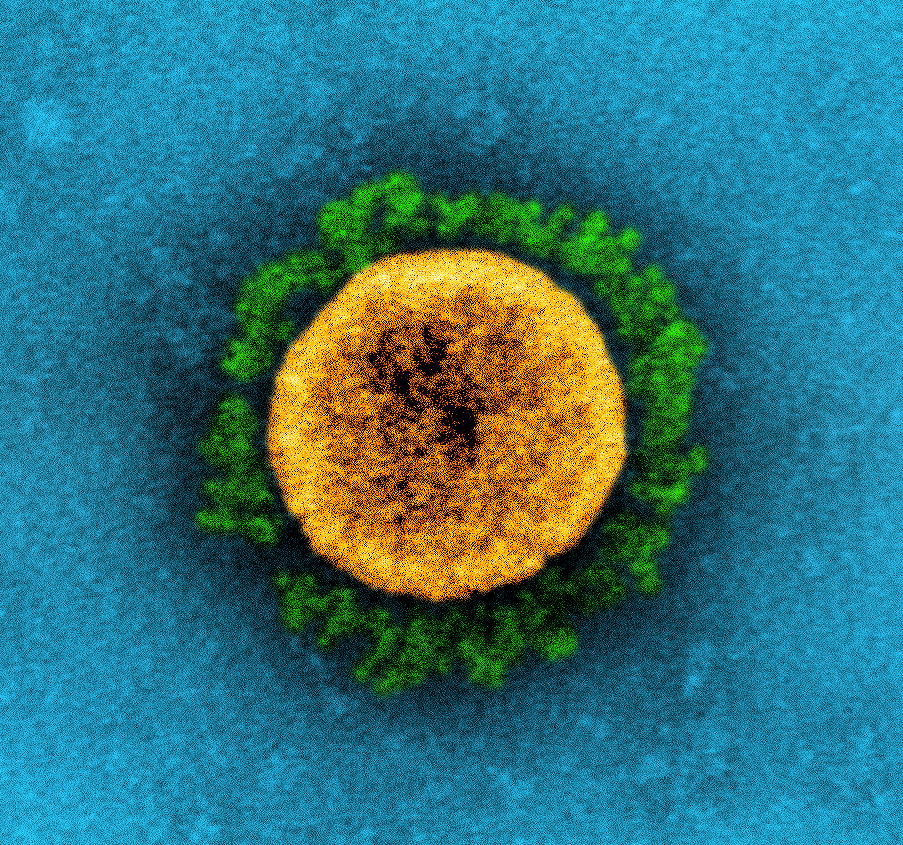
SARS-CoV-2 Virus (B.1.1.7) unter dem Elektronenmikroskop

Für die Bezeichnung der SARS-CoV-2-Varianten wurde von der Weltgesundheitsorganisation (WHO) am 31. Mai 2021 ein eigenes Bezeichnungssystem unter Verwendung ausgeschriebener Namen von Buchstaben des griechischen Alphabets eingeführt, für alle Varianten, die als besorgniserregend (englisch Variant of Concern, VOC) oder als von näherem Interesse klassifiziert sind (englisch Variant of Interest, VOI). Weiterhin gibt es parallel dazu die wissenschaftlichen Bezeichnungen der SARS-CoV-2-Varianten nach Pango, GISAID und Nextstrain.
Das Bezeichnungssystem der WHO soll in der COVID-19-Pandemie eine weltweit einheitliche und allgemeinverständliche Kommunikation über Virusvarianten von praktischer epidemiologischer Bedeutung in Politik, Gesellschaft und öffentlicher Gesundheitsvorsorge gewährleisten. Ein weiteres Ziel stellt die Abkehr von den an Ländernamen orientierten Ad-hoc-Bezeichnungen dar, die zuvor in Politik und Medien verwendet worden waren. Dies soll eine Stigmatisierung oder Diskriminierung der betreffenden Regionen und der dort lebenden oder von dort stammenden Menschen vermeiden. Die Richtlinien der WHO sehen seit 2015 vor, dass sich Bezeichnungen für neue Erreger oder Krankheiten nicht auf geografische Regionen, Tiere oder bestimmte Menschengruppen beziehen sollen.

## Liste der Varianten mit WHO-Bezeichnungen
Ende 2020 ordnete die WHO nach dem Auftreten erster Varianten von SARS-CoV-2 diejenigen, die ein (möglicherweise) erhöhtes Risiko für die globale öffentliche Gesundheit darstellten, in folgende Kategorien ein, um Prioritäten für die globale Überwachung und Forschung setzen:
- Besorgniserregende Variante – englisch Variant of Concern (VOC)
- Variante von Interesse – englisch Variant of Interest (VOI)
- Variante unter Überwachung – englisch Variant Under Monitoring (VUM)

Seit 31. Mai 2021 werden „besorgniserregende Varianten“  und „Varianten von Interesse“ von der WHO mit Buchstaben des griechischen Alphabets bezeichnet. Die anderen wissenschaftlichen Bezeichnungen der Virusvarianten bleiben parallel bestehen.
| SARS-CoV-2-Varianten gemäß WHO | SARS-CoV-2-Varianten gemäß WHO | SARS-CoV-2-Varianten gemäß WHO | SARS-CoV-2-Varianten gemäß WHO | SARS-CoV-2-Varianten gemäß WHO | SARS-CoV-2-Varianten gemäß WHO | SARS-CoV-2-Varianten gemäß WHO | SARS-CoV-2-Varianten gemäß WHO |
| WHO-Bezeichnung (a)            | PANGO-Linie                    | Erstnachweis                   | Erstnachweis                   | WHO-Klassifizierung und Datum  | WHO-Klassifizierung und Datum  | WHO-Klassifizierung und Datum  | WHO-Klassifizierung und Datum  |
| WHO-Bezeichnung (a)            | PANGO-Linie                    | Region                         | Datum                          | VOI                            | VUM                            | VOC                            | Deklassifizierung              |
| ------------------------------ | ------------------------------ | ------------------------------ | ------------------------------ | ------------------------------ | ------------------------------ | ------------------------------ | ------------------------------ |
| Alpha                          | B.1.1.7                        | Vereinigtes Königreich         | September 2020                 | …                              | …0                             | 18.12.2020                     | 09.03.2022                     |
| Beta                           | B.1.351 B.1.351.*              | Südafrika                      | Mai 2020                       | …                              | …0                             | 18.12.2020                     | 09.03.2022                     |
| Gamma                          | P.1 (B.1.1.28.1) P.1.*         | Brasilien                      | November 2020                  | …                              | …0                             | 11.01.2021                     | 09.03.2022                     |
| Delta                          | B.1.617.2 AY.* (B.1.617.2.*)   | Indien                         | Oktober 2020                   | 04.04.2021                     | …0                             | 11.05.2021                     | 07.06.2022                     |
| Epsilon                        | B.1.427 B.1.429                | Vereinigte Staaten             | März 2020                      | 05.03.2021                     | 06.07.2021                     | …                              | 09.11.2021                     |
| Zeta                           | P.2 (B.1.1.28.2)               | Brasilien                      | April 2020                     | 17.03.2021                     | 06.07.2021                     | …                              | 17.08.2021                     |
| Eta                            | B.1.525                        | mehrere Länder                 | Dezember 2020                  | 17.03.2021                     | 20.09.2021                     | …                              | 22.12.2021                     |
| Theta                          | P.3 (B.1.1.28.3)               | Philippinen                    | Januar 2021                    | 24.03.2021                     | 06.07.2021                     | …                              | 17.08.2021                     |
| Iota                           | B.1.526                        | Vereinigte Staaten             | November 2020                  | 24.03.2021                     | 20.09.2021                     | …                              | 22.12.2021                     |
| Kappa                          | B.1.617.1                      | Indien                         | Oktober 2020                   | 04.04.2021                     | 20.09.2021                     | …                              | 29.12.2021                     |
| Lambda                         | C.37 (B.1.1.1.37)              | Peru                           | Dezember 2020                  | 14.06.2021                     | …0                             | …                              | 09.03.2022                     |
| My (Mu) (b)                    | B.1.621                        | Kolumbien                      | Januar 2021                    | 30.08.2021                     | …0                             | …                              | 09.03.2022                     |
| Omikron (Omicron) (b)          | B.1.1.529 BA.* (B.1.1.529.*)   | Botswana Südafrika             | November 2021                  | …                              | 24.11.2021                     | 26.11.2021                     | …0                             |

Die griechischen Buchstaben Ny und Xi wurden übersprungen, da Ny (englisch nu) mit dem englischen Wort new verwechselt werden könne und Xi ein gängiger Familienname sei, sodass die nach My als nächstes benannte Variante die Bezeichnung Omikron erhielt.

## Wissenschaftliche Bezeichnungen

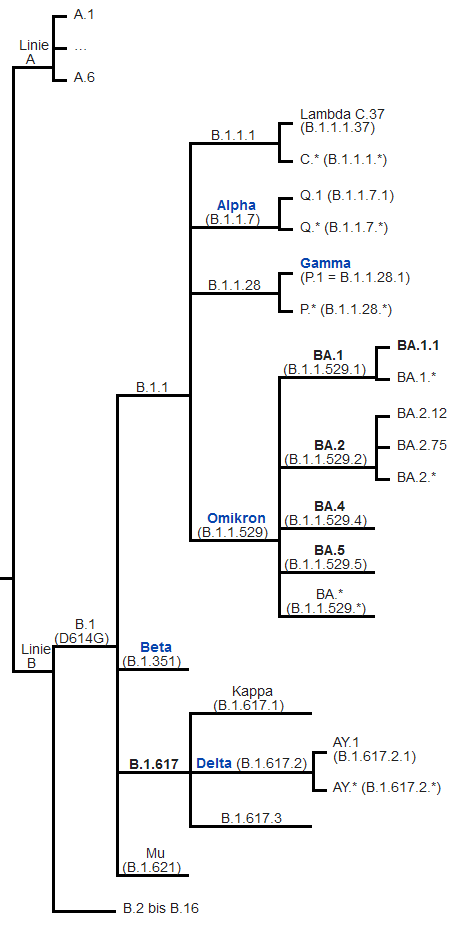
Pango-Nomenklatur (Ausschnitt)

Die Zuordnung zu bekannten oder neuen Viruslinien kann zweifelsfrei nur über eine Sequenzierung des vollständigen Virusgenoms erfolgen. Von den drei parallel verwendeten Nomenklatursystemen hat jedes bestimmte Stärken.

### Pango-Nomenklatur (z.B. B.1.1.529)
Die Pango-Nomenklatur wurde 2020 zur detaillierten Nachverfolgung der SARS-CoV-2-Varianten aufgebaut. Ausgangsbezeichnung sind die beiden ersten Linien der Varianten A (z. B. Wuhan/WH04/2020) und B (z. B. Wuhan-Hu-1). Die davon abstammenden Varianten werden als phylogenetischer Baum aufgebaut, indem die direkten Untervarianten jeweils durch Anhängen einer Zahl bezeichnet werden, wie B.2 für die zweite Untervariante der Variante B. Auch von dieser Untervariante können weitere Untervarianten abstammen, wie B.2.4 als vierte Untervariante der vorherigen Variante. Dies kann beliebig weiter fortgeführt werden. Damit die Bezeichnungen nicht zu lang und unübersichtlich werden, werden die Zahlenangaben auf maximal drei begrenzt und dieser Bezeichnung bei der nächsten Untervariante der nächste Buchstabe (bzw. die nächste Buchstabenkombination) zugewiesen. So wird die erste Untervariante von B.1.1.529 nicht mehr mit B.1.1.529.1, sondern kurz mit BA.1, deren erste Untervariante mit BA.1.1 bezeichnet. Auch dieses Verfahren wird beliebig weiter fortgeführt.
Die Pango-Nomenklatur stellt die Beziehungen der Varianten in einem feineren Maßstab dar als GISAID und Nextstrain. Sie hat das Potenzial, frühzeitig vor sich verbreitenden Varianten zu warnen, zum Beispiel vor regionalen Ausbrüchen oder möglicher Dominanz durch selektive Vorteile wie Immunevasion oder erhöhte Übertragbarkeit.

### GISAID-Nomenklatur (z.B. GRA)
GISAID (Global Initiative on Sharing All Influenza Data) ist weltweite Wissenschaftsinitiative, die freien Zugang zu Genomdaten von Influenza- und SARS-CoV-2-Viren fördert, sie ging 2008 in Betrieb.
GISAID fasst SARS-CoV-2-Untervarianten in Kladen zusammen, recht ähnlich wie bei Nextstrain. Diese Kladen werden nach dem Einbuchstabencode der relevantesten Aminosäure-Veränderung bezeichnet. Wird eine neue Klade mit zusätzlicher relevanter Aminosäure-Veränderung gebildet, wird diese jeweils hinten angehängt. So wird die SARS-CoV-2-Variante Alpha zusammen mit ihren Untervarianten in GISAID als „GRY“ bezeichnet, die drei Einbuchstabencodes G, R und Y stehen hier der Reihe nach für die Aminosäure-Veränderungen D614G, G204R und N501Y des Spike-Proteins.

Nextstrain-Nomenklatur SARS-CoV-2

### Nextstrain-Nomenklatur (z.B. 21K)
Nextstrain ist eine Zusammenarbeit zwischen Forschern in Seattle (USA) und Basel (Schweiz), die eine Sammlung von Open-Source-Tools zur Visualisierung der Genetik hinter der Ausbreitung von Virusausbrüchen bereitstellt. Mit Nextstrain lässt sich seit 2015 in Echtzeit verfolgen, wie sich ein Virus verändert, das heißt, welche Mutationen es während der Ausbreitung ansammelt.
Nextstrain fasst SARS-CoV-2-Untervarianten in Kladen zusammen, recht ähnlich wie bei GISAID. Eine neue Klade wird mit den beiden Endziffern der Jahreszahl sowie Ergänzung durch jährlich fortlaufenden Buchstaben bezeichnet, zum Beispiel „20I“ für die 2020 entdeckte SARS-CoV-2-Variante Alpha zusammen mit ihren Untervarianten.

### Bezeichnung der Mutationen (z.B. D614G)
Eine Aminosäure-Veränderung im Protein, die durch nicht-synonyme Mutationen im Gen verursacht wird, wird mit
1. dem Einbuchstabencode der ursprünglichen Aminosäure,
2. deren Position in der Aminosäuresequenz als Zahl sowie
3. dem Einbuchstabencode der neuen, veränderten Aminosäure bezeichnet.

Eine der ersten durchsetzungsfähigen Mutationen im Gen des Virus, die zur Veränderung D614G im Spike-Protein führte, bedeutet somit den Austausch von D (Asparaginsäure) durch G (Glycin) an der Position 614 der Aminosäuresequenz des Spike-Proteins.

### Weitere Bezeichnungen (z.B. VUI 202012/01)
Die SARS-CoV-2-Variante Alpha, in Pango mit B.1.1.7 bezeichnet, wurde in Großbritannien Ende 2020 noch mit „VUI 202012/01“ (englisch Variant Under Investigation ‚Variante unter Beobachtung‘) bezeichnet. Viele Medien sprachen bis zur Einführung der WHO-Bezeichnungen im Mai 2021 oftmals von der „britischen Variante“ oder „Kent-Variante“ – entgegen der Empfehlung der WHO, regionale Namen für Krankheitserreger zu vermeiden.

## WHO-Bezeichnungen
Die Bezeichnung der als besorgniserregend oder beobachtungsbedürftig eingestuften SARS-CoV-2-Varianten erfolgt zum Zeitpunkt ihrer Erstklassifizierung durch die WHO. Dabei werden die Bezeichnungen in Reihenfolge der Buchstaben des griechischen Alphabets vergeben.
Nur bei Einführung des Bezeichnungssystems im Mai 2021 wurde abweichend verfahren: Die zehn zuvor von der WHO klassifizierten Virusvarianten wurden vorrangig nach ihrer damaligen Klassifizierung (Alpha bis Delta: VOC, Epsilon bis Kappa: VOI) und nachrangig in der Reihenfolge ihrer Erstklassifizierung bezeichnet.

### Hintergrund der Einführung
Die wissenschaftlichen Bezeichnungen hätten ihre Vorteile, doch seien sie durch ihre Zahlenlastigkeit schwer auszusprechen sowie zu behalten und daher anfällig für eine falsche Wiedergabe, erklärte die WHO in Genf. Mit der Namensänderung will die Weltgesundheitsorganisation vermeiden, dass Länder oder Regionen mit dort erstentdeckten Virusvarianten verknüpft werden und Menschen, die dort leben oder von dort kommen, diskriminiert werden. „Kein Land soll für die Entdeckung und die Meldung von Varianten stigmatisiert werden“, erklärte die WHO-Epidemiologin für Infektionskrankheiten und technische Leiterin des COVID-19-Bereichs, Maria Van Kerkhove. Mit der neuen Nomenklatur verbinde sich auch die Hoffnung, dass Staaten bereitwilliger über die Entdeckung neuer Varianten berichten könnten, wenn sie wüssten, dass die Bezeichnung der neuen Linie dann Rho oder Sigma laute und nicht mit ihrem Namen in Verbindung gebracht würde.
Nach monatelangen Überlegungen unter Beteiligung des Bakteriologen Mark Pallen, Experte für mikrobielle Genomik am Quadram Institute und der University of East Anglia, hat man sich für das griechische Alphabet entschieden, wie der daran Beteiligte berichtete. Die WHO-Namensbezeichnung wurde in Treffen von mehr als 50 Wissenschaftlern, Angehörigen der Gesundheitsberufe und Experten für Nomenklatur und Taxonomie entwickelt. Virologe Frank Konings begleitete die Treffen; er ist Leiter der Virus Evolution Working Group  der WHO. Es sei überraschend schwierig gewesen, ein akzeptables System für die Neubenennung zu finden, so Maria van Kerkhove. Pallen selbst habe den Vorschlag gestoppt, die Varianten als VOC1, VOC2 und so weiter zu bezeichnen. Ausgesprochen ähnelten sie doch zu sehr einem englischen Schimpfwort. Florian Krammer, Virologe der Icahn School of Medicine at Mount Sinai in New York, kritisierte die leichte Verwechselbarkeit von Zeta, Eta und Theta.
Nilu Ahmed, Psychologin an der Universität Bristol, erklärte, die Benennung von Viren nach Orten diene der Distanzierung der Menschen davon: „Das überträgt Schuld auf die anderen und erlaubt denen, die das Narrativ nutzen, sich als Opfer zu inszenieren.“ So sei die „Spanische“ Grippe dort nur zuerst öffentlich gemacht worden, doch nicht dort entsprungen.

### Vermeidung von Stigmatisierungen
Sowohl in den Medien als auch im Alltag verwendeten Menschen bis ins Frühjahr 2021 statt der wissenschaftlichen Bezeichnung für SARS-CoV-2-Varianten, wie etwa B.1.617.2 für die erstmals in Indien aufgetretene Variante, oft den Ort ihrer Entdeckung. So sprachen sie zum Beispiel von der „indischen Variante“, die nun neutral als Variante „Delta“ bezeichnet wird.